# Olivia Mandle
Olivia Mandle Navarro (Barcelona, 17 de abril de 2007) es una activista medioambiental y defensora de los derechos de los animales española. Es embajadora del Pacto Europeo por el Clima de la Comisión Europea y 'La España Azul', la primera expedición científica y divulgativa navegando a vela alrededor de España y Portugal. Fue reconocida en 2021 como “joven inspiradora” por el Instituto Jane Goodall que le concedió un premio a su trayectoria. Muchos medios de comunicación la denominan "la Greta Thunberg española", en alusión a la activista sueca.

## Trayectoria
Mandle se hizo consciente desde muy pequeña de la importancia de cuidar el medio ambiente. Una exposición en Nueva York sobre los efectos del calentamiento global y la portada de la revista National Geographic en la que una bolsa de plástico flota en el agua le afectaron profundamente. También, tras una visita con su colegio a un zoológico en el que había delfines, Mandle se disgustó al saber que los animales no quedaban en libertad después del espectáculo. Estos hechos influyeron en su decisión de luchar por los derechos de los animales y por la limpieza de los océanos. Algunos de sus referentes son la activista Greta Thumberg, la oceanógrafa estadounidense Sylvia Earle, pionera de la exploración submarina, la primatóloga Jane Goodall, la activista política y ecologista keniana Wangari Maathai o el divulgador naturalistas David Attenborough.

### Campaña #noesPaísparaDelfines
En 2018, cuando tenía 12 años, Mandle inició una campaña de recogida de firmas en la plataforma change.org para pedir que España prohibiera la cría y compra de delfines y que los tres últimos delfines del Zoológico de Barcelona fueran liberados en un santuario. Consiguió 57.000 firmas en un primer momento pero los tres últimos delfines de Barcelona no terminaron en libertad, sino en otro zoológico, en el Parque zoológico de Ática en Atenas (Grecia). También envió cartas certificadas cada semana a Sergio Antonio García Torres, responsable de la Dirección General de Derechos de los Animales (DGDA) del Gobierno de España. Gracias a la campaña de recogida de firmas consiguió finalmente reunirse con él para pedirle la prohibición de los delfinarios en España.
Tras el éxito de la primera recogida de firmas, inició una segunda campaña para pedir al presidente del Gobierno, Pedro Sánchez que se eliminen los 11 delfinarios que aún existen en España. Y apoyaba su argumento exponiendo que países como Francia o Reino Unido ya han aprobado una ley para que estas instalaciones tengan otros usos. Aunque el primer objetivo era recoger 75.000 firmas, en abril de 2023, la petición había alcanzado los 155.000 apoyos. El mayo de 2021, fue invitada al Senado por la vicepresidenta primera, Cristina Narbona, para explicar esta campaña, y en marzo de 2022, propuso que el anteproyecto de Ley de Bienestar Animal incluyera la prohibición de espectáculos y cetáceos en cautiverio. Al año siguiente, en abril de 2023, Mandle entregó en el Congreso de los Diputados 150.000 firmas para prohibir el cautiverio de delfines.

### Jelly Cleaner
En 2019, consciente desde muy pequeña de la importancia de cuidar el medio ambiente, creó un utensilio con botellas de plástico recicladas, medias viejas de hacer ballet y bridas para limpiar microplásticos de la superficie del mar de las playas de La Barceloneta y de Calella de Palafrugell. Lo llamó "Jelly Cleaner", un artefacto que flota y recoge las partículas de la superficie del mar, pensado para que cualquiera pueda fabricarlo, utilizando materiales reciclados que encontramos en casa.

## Reconocimientos
Su labor como activista medioambiental y su lucha por la protección de los animales marinos, con su campaña de recogida de firmas #noesPaísparaDelfines, le han valido el reconocimiento de miniheroína por Raíces & Brotes, el programa educativo del Instituto Jane Goodall. En noviembre de 2021, esa misma institución le concedió el Premio Internacional por su trayectoria.
Mandle es una de los más de 130 embajadores del Pacto Europeo por el Clima de la Comisión Europea, y de 'La España Azul' junto al explorador Nacho Dean, la primera expedición científica y divulgativa navegando a vela alrededor de España y Portugal.